# 올림픽 야구 메달리스트 목록
야구는 2020년 하계 올림픽에 포함된 종목이다. 1912년, 1936년, !952년, 1956년, 1964년, 1984년, 1988년 총7번 시범 종목이였고 이는 올림픽 역대 최다 시범종목이다. 이후 1986년 10월 13일 국제 올림픽 위원회(IOC)는 1992년 하계 올림픽부터 야구를 정식 종목으로 채택하였다. 2008년 하계 올림픽까지 정식종목으로 진행하였으며 이후 올림픽 종목에서 제외되었다.
쿠바 야구 국가대표팀은 1984년과 1988년에는 불참하였지만 1992년 하계 올림픽에는 참가하여 전경기를 승리하며 올림픽 야구에서 첫 우승을 했다. 1996년 하계 올림픽에도 전승을 하며 금메달을 획득하였다. 미국 야구 국가대표팀이 1996년 하계 올림픽에 처음으로 동메달을 획득하였으며 이후 2000년 하계 올림픽에서는 우승을 하였다. 2000년 하계 올림픽에서 쿠바 야구 국가대표팀은 네덜란드 야구 국가대표팀과의 풀 리그에서 올림픽 첫 패배를 했고 이후 미국 야구 국가대표팀과의 결승전에서 패배하며 3연패에 실패하였다. 2000년 하계 올림픽부터 야구 종목에 프로 선수 참가가 가능해졌지만 메이저리그(MLB)사무국은 40인 명단에 포함되는 선수들은 올림픽에 참가를 불허하였다. 2004년 하계 올림픽에는 직전 경기 우승팀인 미국 야구 국가대표팀이 예선에 통과하지 못하였고, 쿠바 야구 국가대표팀은 3번째 금메달을 획득하였다.
2005년 국제 올림픽 위원회(IOC)는 골프, 럭비, 가라테를 올림픽 정식 종목에 포함할지 말지에 대해 논의를 가졌다. 2005년 7월 8일 국제 올림픽 위원회(IOC)는 투표를 통하여 소프트볼과 함께 야구를 정식종목에서 제외하기로 결정하였다. 이는 1936년 폴로 이후 처음있는 일이다. 정식 종목 제외에는 메이저 리그(MLB) 선수 차출 거부, 도핑문제, 야구 경기장 건설에 드는 비용 등이 있었다. 2012년 하계 올림픽 복귀 역시 무산되었다. 2008년 하계 올림픽까지 정식종목으로 진행하였고, 대한민국 야구 국가대표팀이 쿠바 야구 국가대표팀을 이기고 금메달을 획득하였다. 2009년 여러 다른 종목들과 함께 야구또한 2016년 하계 올림픽 신설 종목 2자리에 지원하였다. 하지만 럭비와 골프가 뽑히면서 야구는 2016년 하계 올림픽에도 제외되었다. 하지만 개최국이 일부 종목을 선택할 수 있는 개정안에 따라 일본 측의 요청으로 2020년 하계 올림픽에 복귀하였다.
야구가 정식 정목으로 시작했던 1992년과 1996년에는 아마추어 선수만 참가할 수 있었다. 이에 아마추어지만 실제로는 프로에 견줄만한 베테랑 선수들이 쿠바 야구 국가대표팀에 참가하였지만 미국의 경우 프로선수가 참가하지 못했다. 이후 2000년 하계 올림픽부터 프로 선수 참가가 허용되었다. 여전히 쿠바의 경우 최고의 전력으로 참가하였지만 미국의 경우 마이너 리그 베이스볼선수들만 참여를 하는 등 큰 변화가 없었다. 국제 올림픽 위원회(IOC)는 야구가 정식종목에서 제외된 가장 큰 이유가 최고의 선수들이 불참하기 때문이라고 말하였다.
쿠바 야구 국가대표팀은 대부분의 금메달과 은메달을 획득하는 등 매우 성공적인 팀이였다. 쿠바 투수 페드로 루이스 라소의 경우 1996년부터 2008년까지 대표팀에 발탁되어 금메달 2개와 은메달 2개를 획득하였다. 이는 야구 종목 최다 메달리스트이다 9명의 쿠바 선수들이 3개의 메달을 획득했는데, 다른 국가 선수들중에서는 없다. 총 25명의 선수들이 2개의 메달을 획득하였는데 이중 18명이 쿠바 야구 국가대표팀 소속 선수들이고. 4명이 대한민국 야구 국가대표팀, 3명이 일본 야구 국가대표팀 소속이다.

## 메달 집계
| 순위 | 국가                  | 금메달 | 은메달 | 동메달 | 합계 |
| ---- | --------------------- | ------ | ------ | ------ | ---- |
| 1    | 쿠바 (CUB)            | 3      | 2      | 0      | 5    |
| 2    | 미국 (USA)            | 1      | 1      | 2      | 4    |
| 2    | 일본 (JPN)            | 1      | 1      | 2      | 4    |
| 4    | 대한민국 (KOR)        | 1      | 0      | 1      | 2    |
| 5    | 중화 타이베이 (TPE)   | 0      | 1      | 0      | 1    |
| 5    | 오스트레일리아 (AUS)  | 0      | 1      | 0      | 1    |
| 6    | 도미니카 공화국 (DOM) | 0      | 0      | 1      | 1    |
| 합계 | 합계                  | 6      | 6      | 6      | 18   |

## 메달리스트

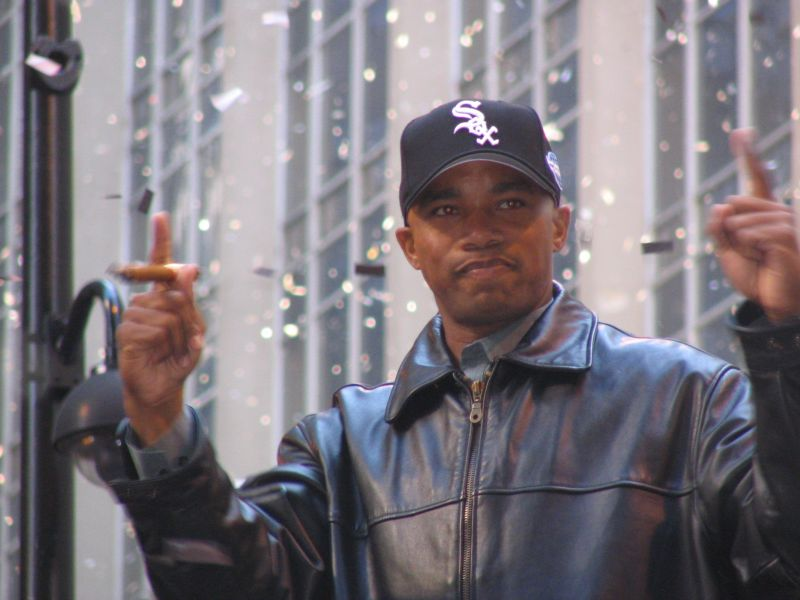
오를란도 에르난데스는 올림픽 야구 첫 금메달 리스트중 한명이다.

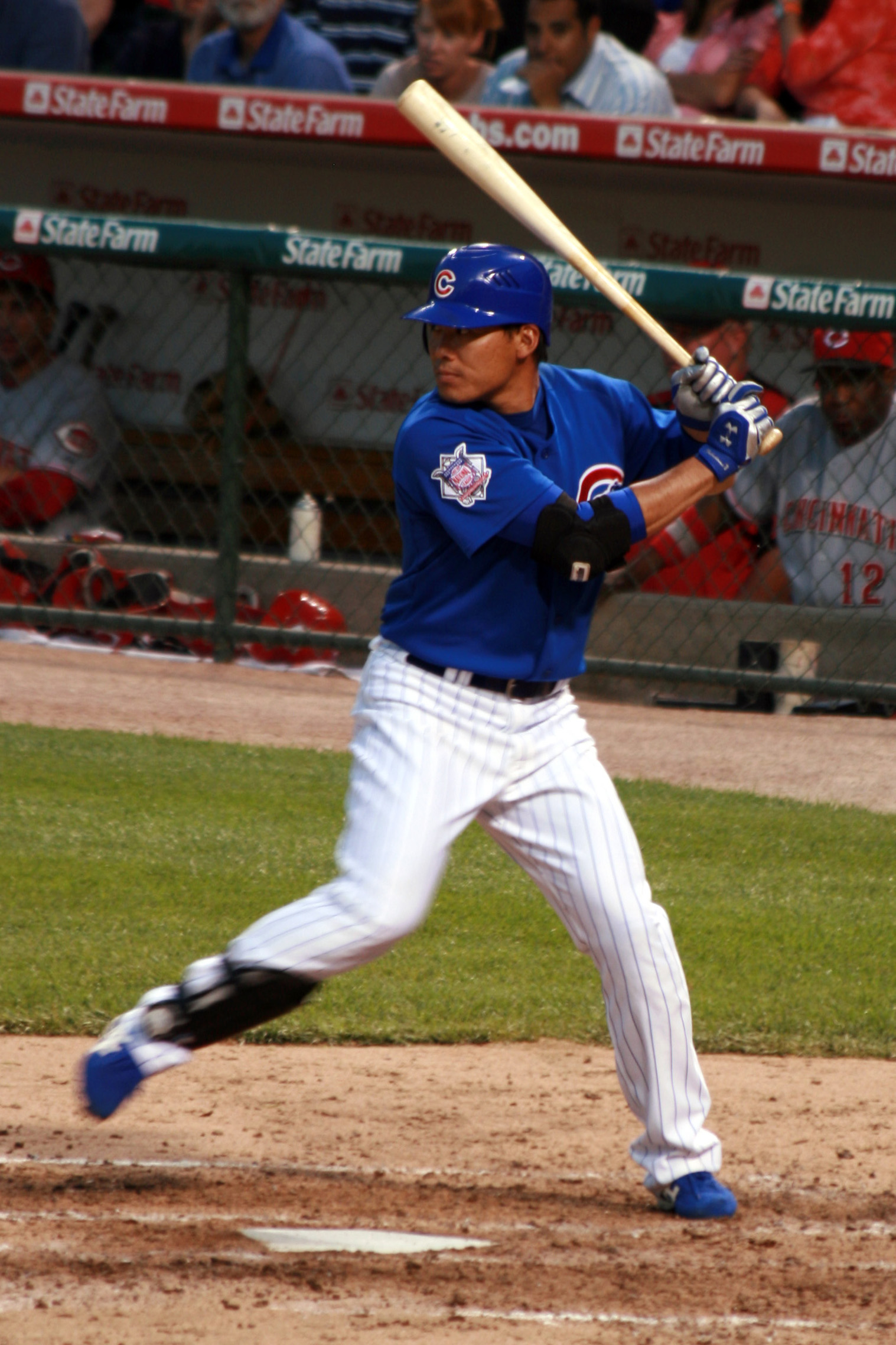
후쿠도메 고스케는 1996년과 20004년에 은메달과 동메달을 획득하였는데 이는 2개이상의 메달을 획득한 7명의 비쿠바인 중 한명이다.

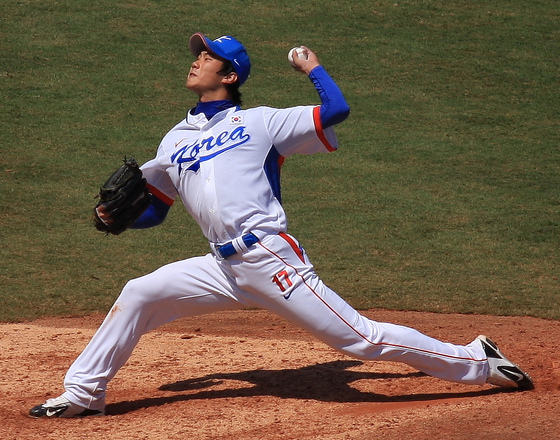
김광현은 대한민국의 첫 금메달을 획득했던 선수 중 한명이다.

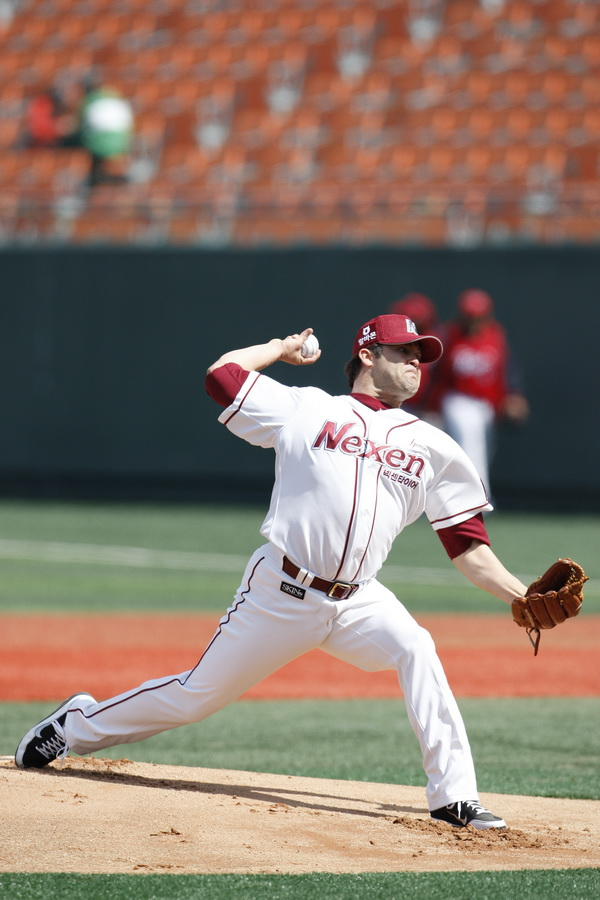
브랜던 나이트는 2008년에 미국 대표로 참가하여 동메달을 획득하였다.

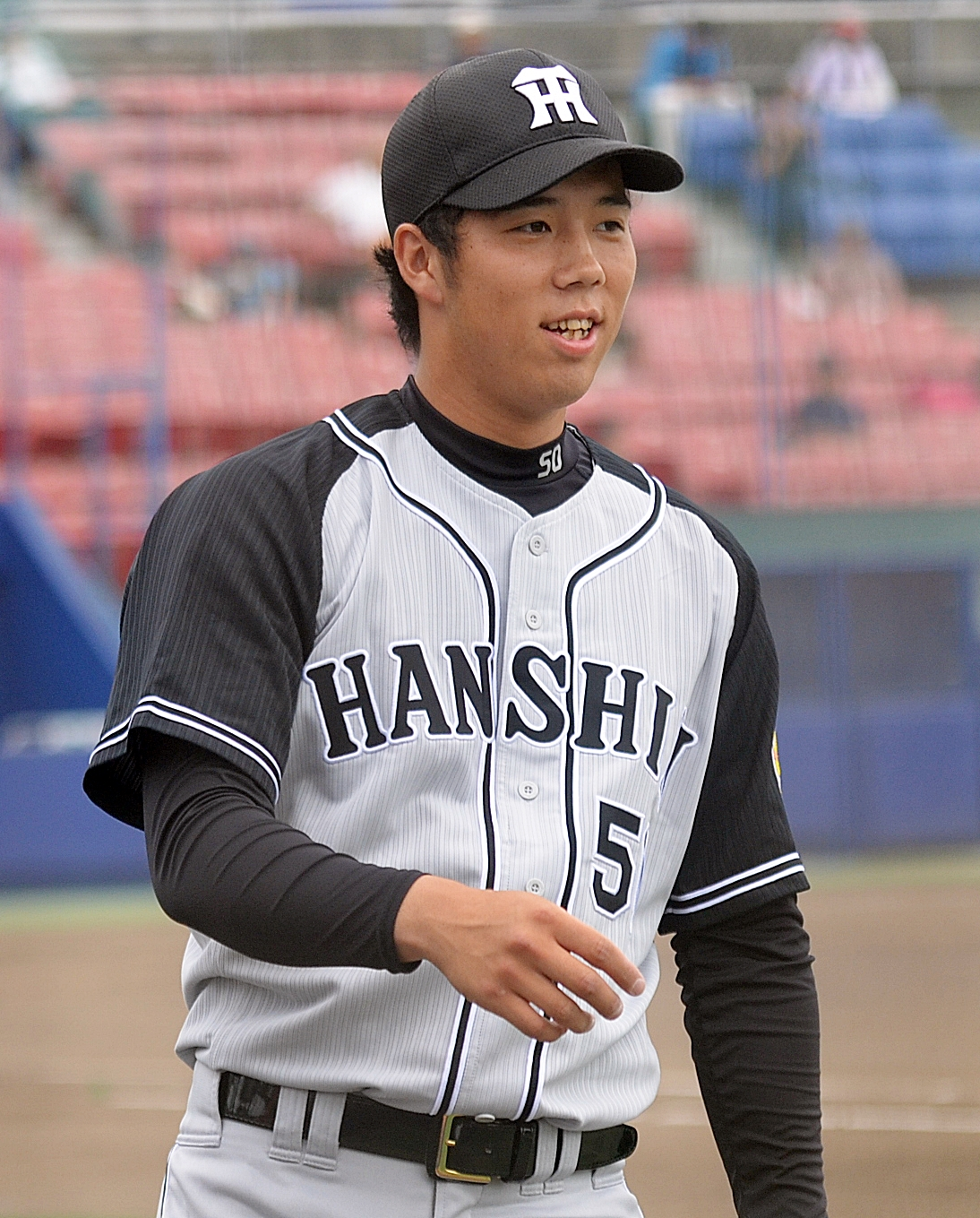
아오야기 고요는 일본의 첫 금메달을 획득했던 선수 중 한명이다.

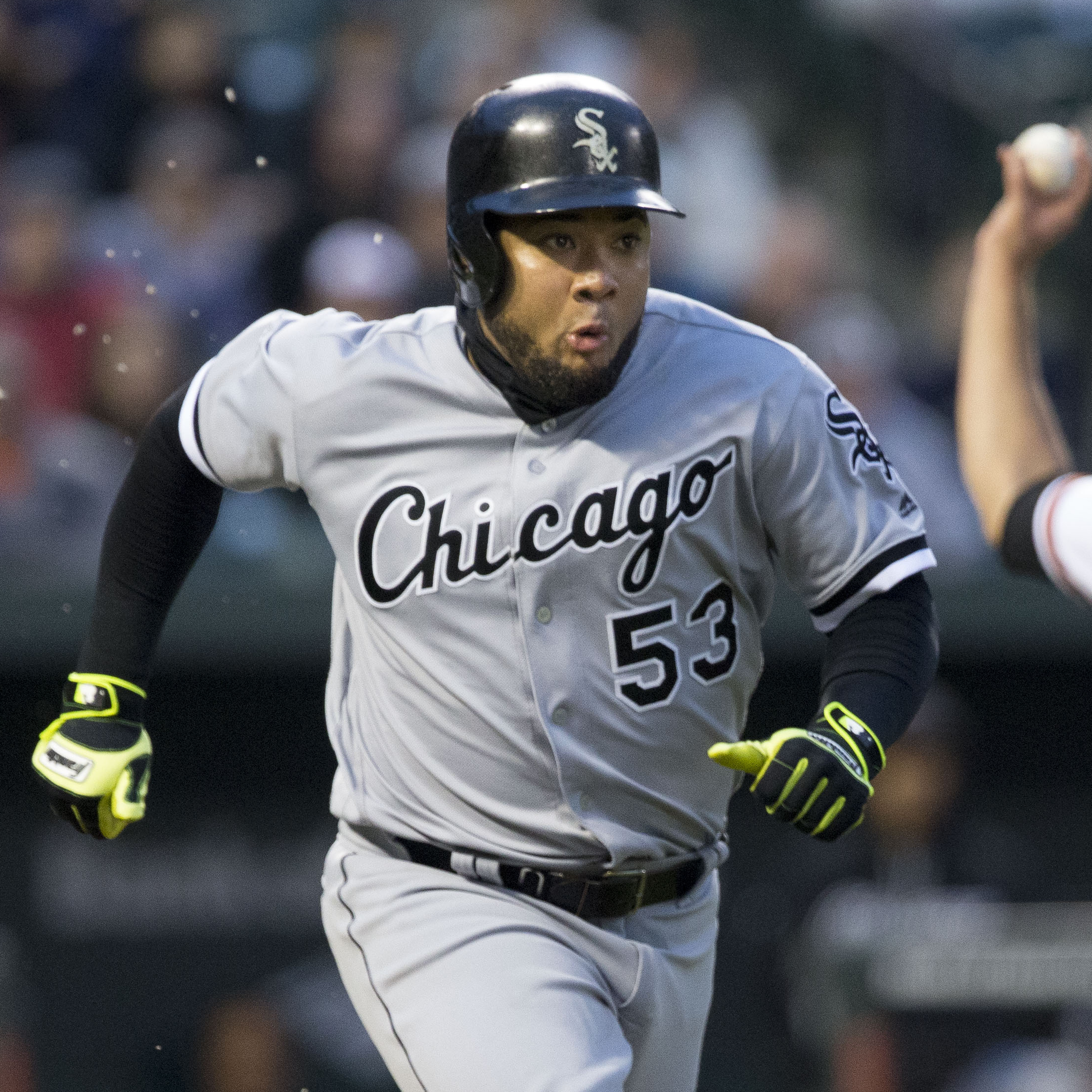
멜키 카브레라는 도미니카 공화국의 첫 메달을 획득했던 선수 중 한명이다.

| 종목                      | 금 | 은 | 동 |
| ------------------------- | --- | --- | --- |
| 1992년 하계 올림픽 자세히 | 쿠바 · 오마르 아헤테 · 롤란도 아로호 · 호세라울 델가도 디에스 · 조리헤 디아스 · 오스발도 페르난데스 · 호세 에스트라다 곤잘레스 · 로우르데스 구리엘 · 오를란도 에르난데스 · 알베르토 에르난데스 · 오레스테스 킨델란 · 오마르 리나레스 · 헤르만 메사 · 빅토르 메사 마르티네스 · 안토니오 파체코 마소 · 후안 파딜라 · 루이스 울라시아 · 에르미델리오 우루티나 · 조지 루이스 발데스 · 라자로 알베레스                                                              | 중화 타이베이 · 장정셴 · 장원정 · 장야이테잉 · 전지신 · 전웨이전 · 지앙타이주안 · 황중이 · 후엉원포 · 종예젱 · 쿠쿠오지안 · 쿠오리치엔푸 · 리아오밍시엉 · 린자오후엉 · 린쿤한 · 로전중 · 로쿼웡 · 바이쿤홍 · 짜이밍훙 · 왕쾅스 · 우스스 | 일본 · 이토 도모히토 · 가와바타 신이치로 · 고히야마 마사히토 · 고지마 히로타미 · 고쿠보 히로키 · 미와 다카시 · 나카모토 히로시 · 니시 마사후미 · 니시야마 가즈타카 · 오시마 고이치 · 사카구치 히로유키 · 사토 신이치로 · 사토 야스히로 · 스기우라 마사노리 · 스기야마 겐토 · 다카미 야스노리 · 도고 아키히로 · 도쿠나가 고지 · 와카바야시 시게키 · 와타나베 가쓰미                                                                       |
| 1996년 하계 올림픽 자세히 | 쿠바 · 오마르 아헤테 · 미겔 칼데스 루이스 · 호세 콘트레라스 · 호세 에스트라다 곤살레스 · 호르헤 푸메오 · 알베르토 에르난데스 · 레이 이삭 바일란트 · 오레스테스 킨델란 · 페드로 루이스 라조 · 오마르 리나레스 · 오마르 루이스 마르티네스 · 후안 만리퀘 가르시아 · 엘리에세르 몬테스 데 오카 · 안토니오 파체코 마소 · 후안 파딜라 · 에두아르도 파렛 · 오마리 로메로 · 안토니오 스쿨 · 루이스 울라시아 아르베레스 · 라자로 바르가스 알베레스                      | 일본 · 후쿠도메 고스케 · 이구치 다다히토 · 이마오카 마코토 · 가와무라 다케오 · 기무라 주타로 · 구로스 다카시 · 구와모토 다카오 · 마쓰나카 노부히코 · 미사와 고이치 · 모리 마사히코 · 모리나카 마사오 · 나카무라 다이신 · 노지마 마사히로 · 오쿠보 히데아키 · 오노 히토시 · 사이고 야스유키 · 사토 도모야키 · 스기우라 마사노리 · 다카바야시 다카유키 · 다니 요시토모 | 미국 · 차드 엘렌 · 크리스 벤슨 · R. A. 디키 · 트로이 글로스 · 채드 그린 · 세스 그레이싱어 · 키프 하크리더 · A. J. 힌치 · 자크 존스 · 빌리 코치 · 마크 캇세이 · 매트 레크로이 · 트래비스 리 · 브랜든 루퍼 · 브라이언 로이드 · 워렌 모리스 · 아우지에 오제다 · 짐 파크 · 제프 위버 · 제이슨 윌리엄스 |
| 2000년 하계 올림픽 자세히 | 미국 · 브렌트 아베르내시 · 커트 아인스워스 · 패트 보르더스 · 숀 버로스 · 존 커튼 · 트래비스 다킨스 · 애덤 에버렛 · 라이언 프랭클린 · 크리스 조지 · 셰인 힘스 · 마르커스 젠센 · 마이크 킨카데 · 릭 크리브다 · 더그 민트케이비치 · 마이크 닐 · 로이 오스왈트 · 존 로치 · 안소니 산데스 · 보비 세아이 · 벤 시츠 · 브래드 윌커슨 · 토드 윌리엄스 · 에르니에 영 · 팀 영                                                                                             | 쿠바 · 오마르 아헤테 · 요바니 아라곤 · 미겔 칼데스 · 다넬 카스트로 · 호세 콘트레라스 · 요발 두에나스 · 야서르 고메스 · 호세 이바르 · 오레스테스 킨델란 · 페드로 루이스 라조 · 오마르 리나레스 · 오스카르 마시아스 · 후안 만리퀘 · 자비에르 멘데스 · 롤란도 메리노 · 헤르만 메사 · 안토니오 파체코 마소 · 아리엘 페스타노 · 가브리엘 피에레 · 마엘스 로드리게스 · 안토니오 스쿨 · 루이스 울라시아 · 라자로 발레 · 노르헤 루이스 베라                                       | 대한민국 · 구대성 · 김수경 · 박석진 · 손민한 · 송진우 · 이승호 · 임선동 · 임창용 · 정대현 · 정민태 · 진필중 · 박경완 · 홍성흔 · 김동주 · 김한수 · 박종호 · 박진만 · 이승엽 · 김기태 · 박재홍 · 이병규 · 장성호 · 정수근 |
| 2004년 하계 올림픽 자세히 | 쿠바 · 다니 베탄코우르트 · 루이스 보로토 · 프리드리히 세페다 · 요렐비스 차를레스 · 미첼 엔리퀘스 · 노르베르토 곤잘레스 · 율리에스키 구리엘 · 페드로 루이스 라조 · 로헤르 마차도 · 혼데르 마르티네스 · 다니 미란다 · 프란크 몬티에스 · 비초안드리 오델린 · 아디엘 팔마 · 에두아르도 파렛 · 아리엘 페스타노 · 알렉세이 라미레스 · 에리엘 산체스 · 안토니오 스쿨 · 카를로스 타바레스 · 요안드리 우르겔레스 · 오스마니 우루티나 · 마누엘 베가 · 노르헤 루이스 베라 | 오스트레일리아 · 크레이그 앤더슨 · 토마스 브라이스 · 애드리언 번사이드 · 게빈 핑글레손 · 폴 곤잘레스 · 닉 킴턴 · 브렌단 킹남 · 크레이그 레위스 · 그램 로이드 · 데이브 닐슨 · 트렌트 오엘첸 · 웨이네 오우 · 크리스 옥스프링 · 브렛 로네버그 · 라이언 로랜드 스미스 · 존 스티븐스 · 필 스탁맨 · 브렛 탐부리노 · 리차드 톰슨 · 앤드류 어팅 · 로드니 반 뷔젠 · 벤 위그모어 · 글렌 윌리엄스 · 제프 윌리엄스                                                                    | 일본 · 아이카와 료지 · 안도 유야 · 후지모토 아쓰시 · 후쿠도메 고스케 · 이시이 히로토시 · 이와쿠마 히사시 · 이와세 히토키 · 조지마 겐지 · 가네코 마코토 · 키무라 타쿠야 · 고바야시 마사히데 · 구로다 히로키 · 마쓰자카 다이스케 · 미우라 다이스케 · 미야모토 신야 · 무라마쓰 아리히토 · 나카무라 노리히로 · 오가사와라 미치히로 · 시미즈 나오유키 · 다카하시 요시노부 · 다니 요시토모 · 우에하라 고지 · 와다 가즈히로 · 와다 쓰요시       |
| 2008년 하계 올림픽 자세히 | 대한민국 · 류현진 · 한기주 · 박진만 · 권혁 · 이택근 · 이대호 · 오승환 · 봉중근 · 고영민 · 이종욱 · 정근우 · 김민재 · 진갑용 · 이진영 · 장원삼 · 송승준 · 김광현 · 이용규 · 김동주 · 강민호 · 김현수 · 이승엽 · 정대현 · 윤석민 | 쿠바 · 아리엘 페스타노 · 요안드리 우르게예스 · 알프레도 데스파이그네 · 루이스 미겔 로드리게스 · 알렉세이 벨 · 야디에르 페드로소 · 혼데르 마르티네스 · 아디엘 팔마 · 루이스 미겔 나바스 · 지오르비스 두베르겔 · 알렉산더 마예타 · 에리엘 산체스 · 로란도 메리뇨 · 엑토르 올리베라 · 미첼 엔리케스 · 율리에스키 구리엘 · 비초안드리 오델린 · 페드로 라소 · 에두아르도 파레트 · 노르베르토 곤살레스 · 노르헤 루이스 베라 · 프리드리히 세페다 · 미구엘 라헤라 · 엘리에 산체스 | 미국 · 브렛 앤더슨 · 브레인 닐 · 매튜 브라운 · 네이트 슈어홀츠 · 제레미 커밍스 · 마이크 코플러브 · 테이 티피 · 케빈 젭센 · 브라이언 듀엔싱 · 덱스터 파울러 · 브랜든 나이트 · 마이크 헤스먼 · 캐이시 웨더스 · 제이슨 도널드 · 제이슨 닉스 · 테일러 티가든 · 스티븐 스트라스버그 · 제이크 아리에타 · 루 마슨 · 맷 라포타 · 트레버 케이힐 · 브라이언 바든 · 존 갈 · 제프 스티븐스                                                           |
| 2012–2016                 | 올림픽에서 이 경기가 진행되지 않았다 | 올림픽에서 이 경기가 진행되지 않았다 | 올림픽에서 이 경기가 진행되지 않았다 |
| 2020 도쿄 자세히          | 일본 · 아오야기 고요 · 이와자키 스구루 · 모리시타 마사토 · 이토 히로미 · 야마모토 요시노부 · 다나카 마사히로 · 야마사키 야스아키 · 구리바야시 료지 · 센가 고다이 · 오노 유다이 · 다이라 가이마 · 우메노 류타로 · 가이 다쿠야 · 야마다 데쓰토 · 겐다 소스케 · 아사무라 히데토 · 기쿠치 료스케 · 사카모토 하야토 · 무라카미 무네타카 · 곤도 겐스케 · 야나기타 유키 · 구리하라 료야 · 요시다 마사타카 · 스즈키 세이야                                             | 미국 · 닉 마르티네스 · 스캇 카즈미어 · 라이더 라이언 · 데이비드 로버트슨 · 앤서니 고즈 · 브랜던 딕슨 · 에드윈 잭슨 · 셰인 바즈 · 스콧 맥고프 · 조 라이언 · 시미언 우즈리처드슨 · 앤서니 카터 · 마크 콜로즈베리 · 팀 페더로비치 · 에디 알바레즈 · 잭 로페즈 · 닉 앨런 · 제이미 웨스트브룩 · 토드 프레이저 · 트리스턴 카사스 · 에릭 필리아 · 패트릭 키블러핸 · 타일러 오스틴 · 버바 스탈링                                                                                  | 도미니카 공화국 · 크리스토퍼 메르세데스 · 라몬 로소 · 후니오르 가르시아 · 루이스 펠리페 카스티요 · 하이로 어센시오 · 얀 마리네스 · 앙헬 산체스 · 다리오 알바레즈 · 데니 레예스 · 라울 발데스 · 점보 디아스 · 찰리 발레리오 · 롤다니 발드윈 · 구스타보 누녜스 · 에릭 메히아 · 디에고 고리스 · 헤이손 구스만 · 호세 바우티스타 · 후안 프란시스코 · 예프리 페레즈 · 멜키 카브레라 · 훌리오 로드리게스 · 요한 미에시스 · 에밀리오 보니파시오 |

## 선수별 메달 순위
다음은 2개 이상의 금메달을 획득한 선수의 목록이다.
| 선수                     | 국적       | 출전 년도      | 금 | 은 | 동 | 합계 |
| ------------------------ | ---------- | -------------- | -- | -- | -- | ---- |
| 페드로 루이스 라소       | 쿠바 (CUB) | 1996–2008      | 2  | 2  | 0  | 4    |
| 오마르 아헤테            | 쿠바 (CUB) | 1992–2000      | 2  | 1  | 0  | 3    |
| 오레스테스 킨델란        | 쿠바 (CUB) | 1992–2000      | 2  | 1  | 0  | 3    |
| 오마르 리나레스          | 쿠바 (CUB) | 1992–2000      | 2  | 1  | 0  | 3    |
| 안토니오 파체코 마소     | 쿠바 (CUB) | 1992–2000      | 2  | 1  | 0  | 3    |
| 에두아르도 파렛          | 쿠바 (CUB) | 1996 2004–2008 | 2  | 1  | 0  | 3    |
| 안토니오 스쿨            | 쿠바 (CUB) | 1996 2004–2008 | 2  | 1  | 0  | 3    |
| 루이스 울라시아          | 쿠바 (CUB) | 1992–2000      | 2  | 1  | 0  | 3    |
| 호세 에스트라다 곤잘레스 | 쿠바 (CUB) | 1992-1996      | 2  | 0  | 0  | 2    |
| 알베르토 에르난데스      | 쿠바 (CUB) | 1992-1996      | 2  | 0  | 0  | 2    |
| 후안 파딜라              | 쿠바 (CUB) | 1992-1996      | 2  | 0  | 0  | 2    |
| 라자로 알베레스          | 쿠바 (CUB) | 1992-1996      | 2  | 0  | 0  | 2    |

## 같이 보기
- 올림픽 야구
- 야구 월드컵
- 인터콘티넨털컵 (야구)
- 월드 베이스볼 클래식
- 아시안 게임 야구 메달리스트 목록